# تو همیشه راه برگشت به خانه را پیدا می‌کنی
«تو همیشه راه برگشت به خانه را پیدا می‌کنی» ترانه‌ای از هنرمند اهل ایالات متحده آمریکا مایلی سایرس است، که برای آلبوم موسیقی متن هانا مونتانا: فیلم ضبط کرده‌است. این ترانه توسط خواننده-ترانه‌سرای آمریکایی تیلور سوئیفت و خواننده آمریکایی مارتین جانسون نوشته شده‌است.